# Viviana Sofronitsky
Viviana Sofronitsky (en ruso: Вивиа́на Влади́мировна Софрони́цкая, Viviana Vladímirovna Sofronítskaya) es una pianista rusocanadiense. Nació en Moscú, en la familia del ilustre pianista ruso Vladímir Sofronitski. Empezó sus estudios musicales en la Central Music School y consiguió el título de doctora en el  Conservatorio de Moscú. Trabajó en la Unión Soviética con los primeros ensambles, activos en aquel entonces, 'Madrigal' y 'The Chamber Music Academy', dirigidos por Alexéi Lubímov, además de ir de gira como solista en Moscú, Leningrado, Kiev,  Minsk, Sverdlovsk, etc.
En 1989, se mudó a los Estados Unidos donde trabajó en el Oberlin College, en Ohio. En 1990, fue a vivir a Canadá, donde se forjó una carrera en el espectáculo y grabación de música en Toronto,  tocando en pareja con varios miembros de la orquesta “Tafelmusik” orchestra. Fue una de las fundadoras y directora artística de las series “Conciertos de la Academia”, en Toronto.
Viviana Sofronitsky es ciudadana canadiense desde 1994.
En 1999, consiguió los grados de interpretación histórica de clavicémbalo, fortepiano y maestra de música en el Conservatorio de Música en la ciudad de La Haya.
Desde 2001, vive en la  República Checa, donde está casada con  el constructor de fortepianos Paul McNulty, en cuyos muy apreciados instrumentos toca y graba un amplio repertorio, desde C.P.E. Bach a Liszt.
Viviana es miembro permanente de los festivales internacionales de música: «Utrecht Oude Muziek Festival» e Muziek Netwerk" (Países Bajos), «Leipzig Bach Festival», (Alemania), «Klang& Raum Music Festival» Irsee, (Alemania), «Festival van Vlaanderen», (Bélgica), «Brugge Early Music festival», (Bélgica), «Berliner Tage für Alte Music», (Alemania), Bratislava Hammerklavier Festival, (Eslovaquia), «Chopin Festival», (Polonia), Chopin festival, (Polonia), Tage Alter Musik Osnabruck, (Alemania), «Midis-Minimes», (Bélgica), «Oslo Chamber Music Festival», (Noruega), «Vendsyssel Festival», (Dinamarca), «Piano Folia Festival», Le Touquet, (Francia), Printemps des Arts, Nantes, (Francia)

## Grabaciones
- Caja de 11 CD de W.A. Mozart – Las primeras obras para piano y orquesta completas por primera vez en el mundo y tocadas con los instrumentos originales, Fortepiano: Viviana Sofronitsky, Orquesta: Musicae Antiquae Collegium Varsoviense “Pro Musica Camerata”, Polonia.
- Felix Mendelssohn – Obras completas para violonchelo y fortepiano, Fortepiano:Viviana Sofronitsky, Violonchelo: Sergei Istomin, «Passacaille Musica Vera», Bélgica.
- Obras para Piano y Orquesta de  Francizsek Lessel, Fortepiano: Viviana Sofronitsky, Orquesta: Musicae Antiquae Collegium Varsoviense “Pro Musica Camerata”, Polonia.
- Beethoven, Hummel, Neuling. Obras para fortepiano y mandolina. Fortepiano: Viviana Sofronitsky, Mandolina: Richard Walz, “Globe”, Países Bajos.
- Ludwig Van Beethoven-Terceto para clarinete, violonchelo y fortepiano op.11 e op.38 Viviana Sofronitsky con "Die Gassenhauer"; Fortepiano: Viviana Sofronitzki; Clarinete: Susanne Ehrhard; Violonchelo: Pavel Serbin, “Sonidos y colores” Francia.
- Obras completas para violonchelo y piano de Fryderyc, con Sergei Istomin, Passacaille.